# Desevio Payne
Desevio Ilan Payne (Greenwood, 1995. november 30. –) amerikai korosztályos válogatott labdarúgó, a holland Excelsior játékosa.

## Pályafutása

### Klubcsapatokban
Dél-Karolinában született Greenwood városában trinidadi apától és holland anyától, akik a Lander Egyetemen ismerkedtek meg. Egy éves volt amikor a szülei Hollandiába költöztek. Holland alacsonyabb osztályú klubokban nevelkedett 2012-ig, majd ekkor került a Groningen akadémiájára. 2015. február 22-én mutatkozott be az első csapatban a Heerenveen elleni élvonalbeli bajnoki mérkőzésen. 2017. január 11-én első gólját szerezte meg a Heracles Almelo ellen 4–1-re megnyert mérkőzésen. A szezonvégén aláírt a szintén holland Excelsior csapatához. Szeptember 20-án a kupában a Heerenveen ellen lépett először pályára új klubjában. Négy nappal később a bajnokságban az Alkmaar elleni találkozón debütált.

### A válogatottban
Részt vett a 2015-ös U20-as labdarúgó-világbajnokságon, amelyet Új-Zélandon rendeztek meg az amerikai U20-as válogatott tagjaként.

## További információ
- Desevio Payne adatlapja a Transfermarkt oldalán (angolul)
- Desevio Payne adatlapja a Soccerway oldalon (angolul)